# قاعده لاضرر
این قاعده از مشهورترین قواعد فقهیه است که بوسیلهٔ آن در بسیاری از ابواب فقه چه از عبادات و چه از معاملات استدلال می‌شود. این قاعده دلیل واحدی است که برای مسایل عدیده مورد استفاده واقع می‌گردد. به همین علت فقها آن را جداگانه مورد بحث قرار داده‌اند و بسیاری از بزرگان علماء متاخر در مورد آن رسالات مستقلی نوشته‌اند که در آن رسالات وضعیت قاعده را از حیث معنا و مفهوم، مدرک، فروع و نتایج روشن سازند.

## تعریف قاعده
معنای قاعده ضرر این است که در اسلام هیچ ضرر و اضراری وجود ندارد. از این قاعده با عناوین دیگری نیز یاد شده‌است. تعابیری همچون قاعده ضرر، قاعده ضرر و ضرار، قاعده لا ضرر و لا ضرار و قاعده نفی ضرر.
یکی از مهمترین مسایلی که قاعده ضرر در آن کاربرد دارد مسألهٔ عسر و حرج است؛ یعنی هر آنچه برای انسان مشقت بسیار و عجز و ناتوانی به همراه داشته باشد طبق این قاعده از نظر اسلام ممنوع خواهد بود.